# Belisana freyae
Belisana freyae là một loài nhện trong họ Pholcidae. Loài này có ở Sumatra.